# Mascotas a bordo del RMS Titanic
Se desconoce la cantidad exacta de animales a bordo del RMS Titanic y, como otros detalles, la leyenda se mezcla con la realidad. Hay documentados 11 perros viajando con sus dueños, un lujo solo reservado a la primera clase, capaz de afrontar el gasto extra; su billete costaba lo mismo que el de un niño. En algunos casos incluso les crearon pólizas de seguro a las mascotas.
La perrera del RMS Titanic se encontraba probablemente en el mismo punto que en su gemelo el RMS Olympic, en la cubierta F en el costado de estribor. Contaba con todo tipo de comodidades, desde amplias y confortables jaulas hasta un sistema de calefacción para que no pasaran frío. El encargado de cuidarlos era el carpintero del buque, John Hall Hutchinson (26). A lo largo del día los perros eran sacados a pasear a la cubierta de popa, utilizada por los pasajeros de tercera clase. Normalmente los encargados de estas salidas eran los botones o algún mayordomo. Originalmente, se tuvo planeado para la mañana del lunes 15 hacer una exposición canina para que todos pudieran deleitarse con los hermosos ejemplares que transportaba el Titanic, pero nunca se dio. La noche previa, el buque chocaría contra un iceberg que lo llevaría a su famoso naufragio. Al final tan solo 3 de los 11 perros sobrevivieron debido a su pequeño tamaño. Se dice que el millonario John Jacob Astor IV liberó a todos los perros que se encontraban en la cubierta F.

## Perros
- Dickinson Bishop (25) viajaba con su esposa Helen (19), que acababa de adquirir en Florencia (Italia) a su perrita Freu Freu (¿Frou Frou?). Era un ejemplar pequeño o perrito de compañía, según unos un caniche toy, según otros un bichón boloñés. La propia Bishop la describió así: "Era una perrita realmente preciosa. En cuanto la vi en Florencia la quise. A Dick no le hacía mucha ilusión, pero al enterarnos de mi embarazo me la compró como regalo. Era tan, tan bonita que cuando la fui a dejar en la sala reservada a los perros en el Titanic, el oficial me dijo que una preciosidad como aquella podría dormir con nosotros. Yo le preparé una camita en nuestro camarote con unas maletas y mantas. Pero Freu Freu era revoltosa y más de una vez llegó a romperme algunos de los vestidos que posaba encima de la cama".

La noche de la tragedia, los Bishop subieron en el primer bote que partió del Titanic, el n.º 7, dejando Helen a Freu Freu encerrada en el camarote ya que, como ella misma admitió: "...seguramente habría muy poca simpatía por una mujer que llevaba en brazos a su perrita cuando había mujeres y niños en juego..." Solo ellos dos se salvaron.

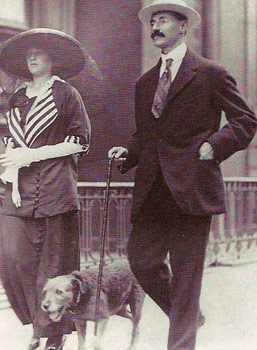
El matrimonio Astor y su perra Kitty.

- El corredor de bolsa inglés Harry Anderson (47) regresaba a Manhattan con su perro Chow Chow, un magnífico ejemplar de exhibición que había ganado varios premios por su perfecta constitución y belleza. Según la pasajera Eleanor Cassebeer, él subió en uno de los primeros botes en partir, el n.º 3, hacia las 00:50 de la noche. Probablemente debido a que muchas mujeres se negaban aun a subir a los botes y que el encargado de la zona de estribor era el primer oficial William Murdoch, al cual debieron la vida el 70% de los varones supervivientes, Anderson se salvó. Su perro, encerrado en su jaula de la perrera, quizás liberado en el último momento por Astor, murió en el barco.
- Elizabeth Rothschild (54) viajaba con su marido Martin (46) y su perrito, un pomeranio que adoraba. No habían tenido hijos y ella volcaba todo su amor maternal en él. Con o sin permiso de Hutchinson, la señora Rothschild viajaba con su pomeranio en el camarote y alrededor de la 01:05 subió al bote n.º 6 con él en brazos. Nadie vio a la mascota, que probablemente se mantuvo en silencio mientras su dueña lo protegía bajo su abrigo de piel. Cuando el Carpathia los recogió, algunos de los tripulantes se negaron a subir al perrito y se enfadaron con Elizabeth, pero ella insistió y al fin la dejaron pasar con él. La señora Rothschild se quedó viuda, vistió de luto riguroso el resto de su vida y siguió teniendo perros.
- Margaret Hays (24) regresaba tras 4 meses por Europa acompañando a su mejor amiga, Olive Earnshaw y la madre de esta, Lily Potter. Había comprado una pomerania, Lady, que se alojaba con ella y Olive en el camarote C-54, mientras la señora Potter ocupaba el C-50. Margaret envolvió a su perrita en una manta y las tres mujeres subieron a la cubierta de botes. Las tres juntas fueron alojadas en el bote n.º 7 y es probable que Margaret escondiera a la perrita bajo su abrigo. Seguramente al verla, Helen Bishop se arrepintió de no haber cogido a Freu Freu, pero ya era demasiado tarde.
- William Dulles (39) era un abogado que regresaba a casa después de unas vacaciones en Europa con su hermana y su madre. Probablemente debido a compromisos laborales, él partió antes, abordando el Titanic con su perro, tal vez un fox terrier, que seguro fue alojado en la perrera. Ambos perecieron.[3]
- Robert Williams Daniel, un banquero de Filadelfia de 27 años, regresaba a casa con su bulldog francés de exhibición, Gamin de Pycombe. Acababa de comprarlo en Inglaterra por la exorbitante suma de 150 libras (unos 17000 euros actuales). Según Edith Rosenbaum (Russell) el perrito se alojaba en el mismo camarote que Robert y en cubierta Gamin de Pycombe no se separaba un segundo de su dueño. Él se salvó pero el perro no. Se le vio corriendo por cubierta en los últimos instantes, lo que sustentó el rumor de que fueron liberados los canes de la perrera. El pasajero de primera clase Richard Norris Williams, un tenista de 21 años que se salvó en el plegable A, dijo haber visto la cara de un bulldog francés en el agua. Algunos supervivientes aseguraron haberlo visto nadando y creerlo un diablo. Robert reclamó 750 dólares a la compañía naviera por la pérdida de su bulldog, pero la White Star Line nunca se lo reembolsó.
- Henry Sleeper Harper (48) y su esposa Myra (49) habían comprado durante su viaje por Europa y Asia un perrito pekinés al que llamaron Sun Yat-Sen y se alojaba con ellos en el camarote D-33. Otro pasajero de primera clase, Francis David Millet, quizás se refiriera a ellos cuando escribió en una carta que envió a un amigo desde el Titanic: "Las detestables americanas ostentosas son el azote de cualquiera de los lugares que infestan y mucho peores a bordo de un barco que en cualquier otro sitio. Muchas van con sus perritos y guían a sus maridos como si fueran borregos..." Tras la colisión, el matrimonio y su perrito subieron al bote n.º 3 sin mayor incidencia. Al respecto, Mr. Harper diría: "Parecía que había mucho espacio y nadie nos puso ninguna objeción al respecto", como entonces la evacuación empezaba, seguramente fuera cierto. Ya en el Carpathia, él no se separaba de Sun Yat-Sen y al ver que había animales supervivientes May Futrelle, que acababa de perder a su marido el escritor Jacques Futrelle, pensó que ese hombre sería la clase de persona que preferiría salvar a su mascota antes que a un hombre.[4]
- William Ernest Carter viajaba con su esposa Lucile y sus hijos Lucile y William. Regresaban de unas vacaciones en las que habían adquirido un flamante Renault rojo de 25 CV y dejaron en la perrera de la cubierta F al menos dos perros (un airedale terrier y un cavalier king charles spaniel). Lucile y los niños subieron en el bote n.º 4 y William se salvó por poco en el bote plegable C, uno de los últimos en salir del Titanic. Ya en Nueva York, interpuso una de las reclamaciones más sustanciosas contra la White Star Line. Por su coche pidió 5000 dólares y por cada uno de los perros, 100 y 200 dólares respectivamente.[5]
- El coronel John Jacob Astor IV (47) y su esposa Madeleine (18) regresaban después de varios meses de luna de miel por Egipto y París, huyendo de los rumores y cotilleos que su enlace había levantado entre la alta sociedad neoyorkina. Con ellos viajaba Kitty, una airedale terrier favorita del caballero. Tras haber sufrido su pérdida durante unos días, no quisieron separarse de ella y probablemente pasaba largos ratos con ellos en su camarote C-62-64. Muchos vieron al coronel Astor jugando y paseando con ella.

Tras salir a indagar por qué las máquinas se habían detenido e informarse, Astor acompañó a su esposa al gimnasio. Como muchos, al principio no se preocuparon demasiado pero el tiempo pasaba y todo se complicaba. Desesperado, buscó un bote y divisó el n.º 4 siendo bajado. Ayudó a su esposa a subir y preguntó si podía acompañarla, lo que le fue negado. Le dijo a Madeleine que se verían en Nueva York y pidió el número del bote antes de marchar, probablemente en busca de Kitty. Se cree que hubo un hombre que liberó a los perros de la cubierta F y todo apunta que se tratase de Astor. El coronel y su perra murieron.

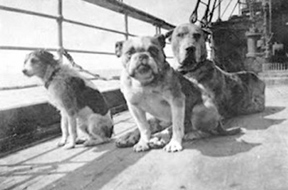
Perros a bordo del Titanic, el perro grande detrás a la derecha es probablemente el gran danés de Ann Isham.

- Ann Isham (50) regresaba a América tras varios años viviendo en París con su hermana, por lo que había decidido pasar el verano con su hermano en Manhattan. Era una solterona sin hijos, por lo que volcaba todo su cariño en su dogo alemán, el cual debido a su tamaño fue ubicado en la perrera. En la noche de la tragedia, a Ann (como a la mayoría de las mujeres de primera clase a bordo) se le permitió subir a uno de los botes salvavidas, sin embargo, al saber que no iban a permitírselo a su perro, se negó a abandonar el buque. Fue una de las 4 mujeres de primera clase que murieron, junto a Bess Allison, Ida Straus y Edith Evans. Poco después del naufragio, el 20 de abril de 1912, el navío alemán SS Bremen pasó por la zona de la catástrofe. Sus pasajeros y tripulación aseguraron haber visto cientos de cadáveres flotando en las aguas. Johanna Stunke, una pasajera, afirmó haber divisado el cadáver de una mujer abrazada a un enorme perro. Se cree que era Ann, aunque la historia no pudo verificarse pues su cuerpo no fue localizado por ninguno de los barcos encargados de la recuperación de víctimas.[6]

## Gatos, aves y roedores
No solo iban perros a bordo. Los rumores nombran a Jenny, una gata de la tripulación que procedía del gemelo del Titanic, el Olympic. Vivía en las cocinas y se alimentaba de las sobras que le brindaban los cocineros. Como todo gato marinero, su cometido era la eliminación de roedores. La felina había tenido gatitos poco antes de la salida a Southampton. Un fogonero de los que había llevado el Titanic de Belfast a Southampton aseguró que en este último puerto había visto salir a un gato acarreando gatitos, si era ella, se habría salvado. Pero la camarera Violet Jessop aseguró que Jenny "puso a su familia cerca del pinche de cocina a quien buscaba a menudo, recibiendo un cálido cariño por su parte", lo que da a entender que seguía en el Titanic al momento del hundimiento. De ser así, Jenny y sus bebés murieron en el naufragio.
Elizabeth Nye, una pasajera de segunda clase, llevaba consigo un canario. Ella se salvó en el bote n.º 11.
Había varios gallos y gallinas propiedad de la pasajera de primera clase Ella White. Había comprado las aves en Francia y se las llevaba de regreso para criarlas en casa. Probablemente fueron ubicadas cerca de la perrera. La compañera de camarote y viaje de Ella, su amiga Maria Grice Young, bajaba cada día a comprobar que las aves estaban bien, charlando con el encargado de los animales, John Hutchinson. Maria Young aseguró que tras darle una pequeña propina, él le dijo: "Da muy buena suerte recibir oro en el viaje inaugural". Edwina Trouth, pasajera de segunda clase, aseguró que desde su camarote, el E-101, podía oír el cacareo de los pollos. El sonido tal vez procedía de los conductos de ventilación.
Como en todo buque, habría ratas ocultas. Durante la última cena del domingo 14 de abril, varios pasajeros de tercera clase vieron una rata corriendo, intentaron atraparla pero escapó.
John Hall Hutchinson murió en el naufragio. Su cuerpo no fue recuperado pero una lápida con su nombre se encuentra en el cementerio de St Mary Extra en Sholing (Southampton, Inglaterra).